# Gamtoos River
Der Gamtoos River ist ein Fluss in der südafrikanischen Provinz Ostkap.

## Flusslauf
Der Fluss entspringt am Westrand der Sneeuberge als Kariega River (auf manchen Karten auch Buffelsrivier genannt) und fließt in südliche Richtung. Er vereinigt sich im Beervlei Stausee mit dem Salt River (oder Soutriver) und verlässt diesen als Groot River. Er dreht nach Osten, um bald später nach Süden abzuknicken. Kurz darauf nimmt er seinen letzten größeren Nebenfluss, den Kouga, von rechts auf und heißt ab hier auf den meisten Karten Gamtoos. Er fließt weiter in ostsüdöstliche Richtung und mündet schließlich über ein Ästuar in den Indischen Ozean.

## Hydrometrie
Die Abflussmenge des Gamtoos River wurde am Pegel Grootrivierspoort, bei dem größten Teil des Einzugsgebietes, über die Jahre 1964 bis 2021 in m³/s gemessen.